# お前やないと あかんねん
『お前やないと あかんねん』（おまえやないとあかんねん）は、日本の桜庭裕一郎の2枚目のシングルである。2003年4月30日にユニバーサルJから発売された。

## 概要
桜庭裕一郎名義としては「メッセージ/ひとりぼっちのハブラシ」から約2年ぶりとなるシングルであり、表題曲の「お前やないと あかんねん」は「ムコ殿2003」劇中歌、KDDI「au」CMソングに起用されていた。

## 収録曲
1. お前やないと あかんねん (4:19)
作詞・作曲：つんく、編曲：鈴木俊介
2. お前やないと あかんねん（Acoustic version）(4:20)
3. ひとりぼっちのハブラシ（Acoustic version）(4:45)
作詞・作曲：つんく、編曲：高橋諭一
4. お前やないと あかんねん（Backing Track）(4:18)

## 収録アルバム
お前やないと あかんねん
- サントラ『フジテレビ系ドラマ「ムコ殿2003」オリジナル・サウンドトラック』（2003年5月21日）[4]
- オムニバス『オルゴール・セレクション J-POPヒット1』（2003年8月21日）[5]
- オムニバス『HAPPY KARAOKE〜for marriage〜』（2004年6月16日）[6]
- オムニバス『つんく♂ベスト作品集 上 「シャ乱Q～モーニング娘。」～つんく♂芸能生活15周年記念アルバム～』（2007年9月26日）[7]

ひとりぼっちのハブラシ (Acoustic version）
- オリジナル『5 AHEAD』（2001年12月5日）[8]